# Jordi Simón
Jordi Simón Casulleras (* 6. September 1990) ist ein spanischer Straßenradrennfahrer.
Jordi Simón gewann 2007 in der Juniorenklasse eine Etappe bei der Vuelta Sierra Norte. Im nächsten Jahr war er bei einem Teilstück der Vuelta al Besaya erfolgreich, wo er auch Gesamtzweiter wurde. Außerdem wurde er spanischer Vizemeister im Straßenrennen der Junioren hinter dem Sieger Albert Torres. In der Saison 2010 gewann Simón eine Etappe bei der Bidasoa Itzulia. 2011 gewann er die Auftaktetappe der U23-Austragung der Vuelta a la Comunidad de Madrid. Außerdem wurde er Siebter im Straßenrennen der U23-Europameisterschaft und Erster im Straßenrennen der Meisterschaft von Katalonien. Ende der Saison fuhr er für das spanische Professional Continental Team Caja Rural als Stagiaire.

## Erfolge
2011
- eine Etappe Vuelta a la Comunidad de Madrid (U23)

2013
- eine Etappe und Gesamtwertung Vuelta Ciclista a León

2014
- zwei Etappen Tour des Pays de Savoie

2015
- eine Etappe und Gesamtwertung Troféu Alpendre Internacional do Guadiana

2016
- Spanische Meisterschaft – Straßenrennen

## Teams
- 2010 Caja Rural Amateure
- 2011 Caja Rural Amateure
- 2011 Caja Rural (Stagiaire)
- 2012 Andalucía
- 2013 Coluer Bicycles
- 2014 Team Ecuador
- 2015 Team Ecuador
- 2016 Verva ActiveJet Pro Cycling Team